# Kshatriya
Kshatriya (Sanskrit क्षत्रिय, m., kṣatriya, Krieger) ist im indischen Kastensystem die Bezeichnung für die Mitglieder des zweiten Standes (Varna), der im Indien der Spätvedischen Zeit (ca. 1000 – ca. 500 v. Chr.) ursprünglich hauptsächlich aus Kriegern, Fürsten und Königen (Raja) bestand.

## Beschreibung
Die Aufgabe der Kshatriya war es, die Gemeinschaft zu beschützen, und darum gelten Tatkraft und Unternehmungsgeist (Rajas) als erstrebenswerte Grundzüge ihres Charakters. Der Kshatriya sollte sich der Unwahrheit widersetzen, bereitstehen, um das gerechte System, Gesetz und Recht sowie Wohlfahrt und Wohlstand eines Landes ebenso wie die moralische Grundordnung und -orientierung des Volkes zu bewahren. Außerdem gehörte die Hilfe für Schwache und In-Not-Geratene zu seinen Aufgaben.
In den Upanishaden sind die Kshatriyas oftmals in Dialogform miteinbezogen. Nicht selten sind sie es, denen die eigentlichen Neuerungen „in den Mund gelegt werden“.
Das Purushasukta im 10. Buch des Rigveda beschreibt, wie die verschiedenen Kasten während eines Opfers aus dem Purusha, dem göttlichen Urriesen, entstanden sind. Aus dem Mund wurden dabei die Brahmanen, aus den Armen die Kshatriya, aus den Schenkeln wurden die Vaishya und aus den Füßen die Shudra.
Heute kommt Kshatriyas nicht mehr derselbe hohe Stellenwert wie in früheren Gesellschaften zu. In ihrem ursprünglichen Metier, der Politik, sind heute eine Vielzahl von Interessengruppen aktiv, und die politische Herrschaft hatten sie schon seit den Zeiten der islamischen Reiche in Nordindien nicht mehr inne. Im militärischen Bereich konnten sich besonders auch die Sikhs etablieren.
Große Gruppen von Kshatriya-Kasten sind vor allem in Nordindien vertreten, jedoch stellen sie auch im dörflichen Umfeld als Landbesitzer einen Machtfaktor dar. Eine Kshatriya-Kaste sind z. B. die Chhetri in Nepal, die Rajputen in Nordindien und die Nayar in Südindien.